# Stăncuță

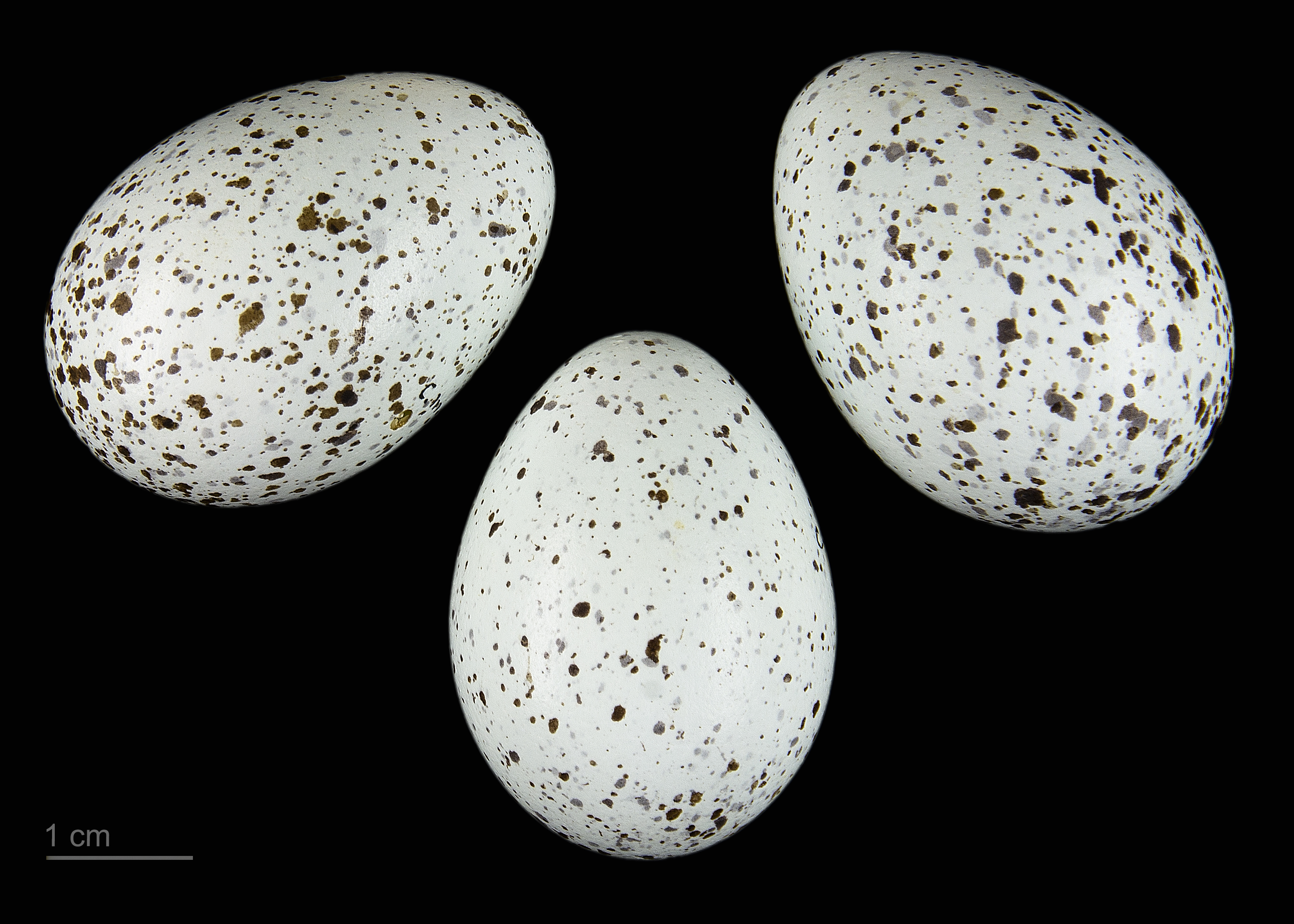
Coloeus monedula

Stăncuța (Corvus monedula, sin. Coloeus monedula)  este o pasăre migratoare, din genul Corvus, famila Corvidae, unele populații cuibăresc în ținuturi sălbatice, și altele antropofile, ce cuibăresc în localități. Cele din regiuni sălbatice au cuibul în scorburi și pereți de stâncă, pe când celelate în construcții, coșuri, ornamentații, crăpături de ziduri, clopotnițe etc. Femela depune în cuib 4-6 ouă albicioase-albăstrui, cu pete brune. Timpul cuibăritului începe în luna aprilie, ouăle sunt clocite de femelă timp de 17-18 zile. Stăncuță are o dimensiune de 35 cm, penajul este de culoare neagră, numai ceafa și dosul gâtului sunt cenușii. În România stăncuța este sedentară, populează regiunile joase, ca și văile râurilor de munte. Populațiile nordice migrează in iarnă spre Europa și Asia de Sud.